# Gordon Eklund
Gordon Eklund, född 24 juli, 1945 i Seattle, Washington är en amerikansk science fiction-författare. Bland hans verk återfinns Lord Tedric-serien varav två av de första original-romanerna baserades på 1960-talets tv-serie Star Trek. Han har skrivit under pseudonymen Wendell Stewart och vid ett tillfälle under författaren E. E. "Doc" Smiths namn.
Eklunds första science fiction-novell, Dear Aunt Annie, publicerades i magasinet Fantastic i april 1970 och blev nominerad till Nebulapriset för bästa novell 1971. År 1975 vann han Nebulapriset för bästa långnovell, tillsammans med Gregory Benford, för If the Stars Are Gods. De utvecklade manuset till en fullängdsroman som 1977 publicerades under samma namn.
Eklunds Star Trek-roman The Starless World var den första Star Trek-berättelsen om en så kallad Dysonsfär - en uppsättning solenergi-satelliter kring en stjärna, som fångar upp och riktar stjärnans energi till kraftverk på en bebodd planet.
Som tonåring var Eklund medlem i en science fiction-förening i Seattle, The Nameless Ones, och 1977 var han hedersgäst vid science fiction-kongressen Bubonicon 9 i Albuquerque, New Mexico. Texas A&M-universitets bibliotek, The Cushing Memorial Library, har en "Gordon Eklund-samling" med bland annat det maskinskrivna manuset till The Stuff of Time. 
Eklund har efter en lång karriär hos det amerikanska postväsendet gått i pension och övervägde därefter att återigen börja skriva på heltid.
I september 2003 beskrev Ted White Eklund i The WSFA Journal:
| ”            | "Eklund är en betydande SF-författare med lång erfarenhet (han publicerades professionellt för första gången 1970), men han var ett anmärkningsvärt fan redan under decenniet före sin professionella debut. Under de senaste åren har han kombinerat de två genom att skriva fanfiction. 'Fanfiction' definieras här som 'fiktion om fans'; detta är dess ursprungliga definition och den frodas fortfarande. ... De flesta av Gordons tidigare fanfiction-berättelser (alla publicerade i fanzines under de senaste 10 eller fler åren) har varit korta och ironiska." | „ |
| – Ted White, | |   |

### Romaner
- The Eclipse of Dawn (1971)
- A Trace of Dreams (1972)
- Beyond the resurrection (1973)
- Inheritors of the Earth (1974) (med Poul Anderson)
- All Times Possible (1974)
- Serving in Time även som Laser Books No. 6: Serving in Time (Laser Books, 1975, ISBN 0-373-72006-8)
- Falling Toward Forever även som Laser Books No. 10. Falling Toward Forever (Laser Books, 1975, ISBN 0-373-72010-6)
- Dance of the Apocalypse även som Laser Books No. 46. Dance of the Apocalypse (Laser Books, 1976, ISBN 0-373-72046-7)
- The Grayspace Beast (1976)
- If the Stars Are Gods (1977) (med Gregory Benford)
- Twilight River (1979)
- The Garden of Winter (1980)
- Find the Changeling (1980) (med Gregory Benford)
- A Thunder on Neptune (1989)

### Lord Tedric-serien
Serien skapades av E. E. "Doc" Smith
- Lord Tedric (Baronet hardcover, juni 1978, ISBN 0-89437-021-9; Ace Books pocketbok, november 1978, ISBN 0-441-49255-X)
- Space Pirates även som Lord Tedric No. 2: Space Pirates (Ace Books, mars 1980, ISBN 0-441-77760-0)
- Black Knight of the Iron Sphere även som Lord Tedric III: Black Knight of the Iron Sphere (Ace Books, juni 1981, ISBN 0-441-49256-8)
- Alien Realms (Star Books, november 1980, ISBN 0-352-30770-6) som E. E. "Doc" Smith

### Star Trek
- The Starless World Även som Star Trek Adventures 3: The Starless World (Bantam Books, november 1978, ISBN 0-553-24675-5)
- Devil World även som Star Trek Adventures 8: Devil World (Bantam Books, november 1979, ISBN 0-553-24677-1)

### Antologier med berättelser av Eklund
- Universe 1 (1971)
- Universe 2 (1972)
- The Best Science Fiction of the Year 2 (1973)
- Universe 3 (1973)
- Universe 4 (1974)
- The Best Science Fiction of the Year 4 (1975)
- Nebula Award Stories 10 (1975)
- Universe 6 (1976)
- Universe 8 (1978)
- The Best Science Fiction of the Year 8 (1979)
- Beyond Reality (1979)
- Binary Star, No. 2 (Random House/Dell Publishing, 1979, ISBN 0-440-11090-4)
- First Contact (1987)
- The Science Fiction Century (1996)

### Noveller
- "Dear Aunt Annie" (Fantastic, april 1970)
- "West Wind, Falling" (1971) (med Gregory Benford)
- "Gemini Cavendish" (Amazing Stories, mars 1971)
- "To End All Wars" (Amazing Stories, november 1971)
- "Grasshopper Time" (1972)
- "Stalking the Sun" (1972)
- "Free City Blues" (1973)
- "The Ascending Aye" (Amazing Stories, januari 1973)
- "The Beasts in the Jungle" (Fantasy and Science Fiction, november 1973)
- "Moby, Too" (Amazing Stories, december 1973)
- "If the Stars Are Gods" (1974) (med Gregory Benford)
- "Tattered Stars, Tarnished Bars" (1974)
- "What Did You Do Last Year?" (1976) (med Gregory Benford)
- "Vermeer's Window" (1978)
- "Objects Unidentified" (Flying)" (1997)
- "The Cross Road Blues" (Fantasy and Science Fiction, februari 1999)
- "Sense of Wonder" (Astonishing Trapdoor Stories #22; fanzine utgivet i mitten av 2003)

## Priser, utmärkelser och utnämningar
- 1971 Nebula - nominerad för långnovellen "Dear Aunt Annie"
- 1975 Nebula - vinnare i långnovell-klassen "If the Stars Are Gods" (med Gregory Benford)